# Lars Widding
Lars-Gustav Axelsson Widding, född 31 oktober 1924 i Umeå, död 3 mars 1994 i Stockholm, var en svensk författare, journalist som även tidvis var verksam som konstnär. 
Lars Widding var en av Sveriges mest lästa och produktiva författare under andra hälften av 1900-talet. Han var flitigt verksam inom film, radio och television och litteratur, samt inom journalistik som reporter under 36 års tid på Expressen. Dramatisering av historiska händelser var Widdings specialitet.

## Biografi
Lars Widding växte upp i ett borgerligt hem på Kungsgatan 93 i Umeå, kallat Ripornas gård, där fadern drev en juridisk byrå. Efter studentexamen vid Umeå högre allmänna läroverk år 1943 gjorde han sin värnplikt, och studerade sedan vid Stockholms universitet 1946–1949. Från 1948 var han elev vid Otte Skölds målarskola. Widding var åren 1950–1986 reporter på tidningen Expressen. Upplevelser från skolgång och ungdomstid återspeglas i författarens tre första böcker, bland dem Inga stormar än (1950). Sin förmåga att skönlitterärt använda historiska dokument utvecklade han med Årstafruns dagbok, en romansvit i tre delar 1964–1966. Denna följdes av Sorundasviten och Karolinersviten i fyra delar vardera.
Till miljön i barndomsstaden Umeå återvände Lars Widding med en småstadskrönika i fyra delar, inledd med Pigan och härligheten (1978). I denna skildras livet i Umeå åren 1920–1945; huvudperson är patron Robert Sulliwan, bosatt i Ringstrandska villan på Döbelnsgatan och omgiven av ett stort lokalt porträttgalleri. Bland historiska förebilder märks kända Umeåbor som Thorsten Hellström och Sigrid Holmström, i gestalterna av patronen och pigan. Sigrid Holmström var under många år restaurangchef på Sävargården. Denna serie böcker – som också består av romanerna Herrskapet och evigheten (1979), Längesen förbi (1980) och Då tystnar sången (1981) – motiverade att Widding fick Östersunds-Postens litteraturpris 1981.
Umeås stadsbild är väl igenkännlig i Lars Widdings böcker. Om sin personliga levnad har han berättat mest utförligt i Min historia (1983). I en artikel i Expressen publicerad i maj 1954 – "Snabbfotad pojknazist under frostvita Umeåbjörkar" – skriver Widding om hur han i upptakten till andra världskriget var medlem i Nordisk Ungdom, ungdomsförbund för Nationalsocialistiska arbetarpartiet, de så kallade Lindholmarna.
Lars Widding blev utsedd till hedersmedborgare i Umeå kommun 1988. År 2013 namngavs Lars Widdings park på Storgatan i Umeå, intill Västra Kyrkogården, där flera av Widdings romanfigurer är begravda, liksom författaren själv.
Widdings roman Pigan och härligheten blev 2014 årets bok i den årslånga bokcirkeln Umeåregionen läser. Boken har återutgivits med efterord av professor Anders Öhman. Som konstnär ställde Widding ut i Motala 1949 och medverkade i några samlingsutställningar innan han 1950 övergick helt till sitt författande. Som konstnär var han starkt påverkad av Helene Schjerfbeck och Helge Linden men kom inte så långt i sitt konstnärskap att han kunde utveckla en egen stil. Widdings konst består av landskap och stilleben utförda i olja eller pastell.

### Familj
Lars Widding var son till konsul Carl-Axel Widding (som var bror till Albert och Hakon Widding) och hans fru Eva Sofia Öhman. Han var bror till Nils Widding. Lars Widding var gift 1947–1970 med Ulla Widding, född Fredriksson, 1975–1987 med kulturantropologen Anita Jacobson-Widding samt från 1987 och till sin död med skådespelaren Fillie Lyckow. Han är begraven på Västra kyrkogården i Umeå.

### Filmmanus
| - 1954 – Gula divisionen (tillsammans med Stig Olin efter romanen Gyllene vingar) - 1955 – Så tuktas kärleken - 1956 – Karl för sin hatt (kortfilm) - 1958 – Damen i svart - 1958 – Mannekäng i rött - 1959 – Får jag låna din fru? - 1959 – Ryttare i blått | - 1963 – Adam och Eva - 1964 – Bröllopsbesvär - 1965 – En historia till fredag - 1966 – Prinsessan - 1968 – Vindingevals - 1971 – Lockfågeln - 1972 – Firmafesten |

## Priser och utmärkelser
- 1968 – BMF-plaketten för På ryttmästarns tid
- 1981 – Östersunds-Postens litteraturpris
- 1988 – Hedersmedborgare i Umeå kommun